# Lòbul temporal
El lòbul temporal és un lòbul cerebral que ocupa la part inferior de la cara externa de cada hemisferi cerebral. El limiten, pel darrere, la línia fictícia que representa la cissura perpendicular externa, el pol temporal de l'hemisferi, la vora inferior de l'hemisferi i la cissura de Silvi, que el separa del lòbul parietal. Posseeix dos solcs, temporal superior i inferior, i tres circumvolucions, primera, segona i tercera.
S'encarrega d'analitzar la informació que arriba per l'oïda i de la parla. També és responsable de l'equilibri i de la memòria a curt termini.